# Miguel Ángel Gambier
Miguel Ángel "Pampa" Gambier (Pellegrini, 9 de mayo de 1959-Id., 21 de septiembre de 2016) fue un futbolista argentino que se desempeñaba como delantero. Jugó profesionalmente en varios clubes de su país de diversas categorías, así como también en los Tiburones Rojos de Veracruz de México. 

## Carrera

### Inicios
Formado en la cantera de Huracán de Pellegrini, debutó con el equipo superior en la Liga Trenquelauquense de Fútbol. Posteriormente pasó a las filas del Atlético Macachín, con el que disputó la Liga Cultural de Fútbol y comenzó a destacarse en el Torneo Regional. Gracias a ello dio el salto al Deportivo Morón en 1983, que militaba en la Primera B.

### Actuación en la Primera División de Argentina
En enero de 1985 se incorporó a Independiente, haciendo su debut con el equipo en la Copa de Oro de ese año.
Su actuación en el equipo de Avellaneda fue intrascendente, por lo que en 1986 pasó a las filas de Platense. Durante la temporada 1986-87 su equipo estuvo al borde del descenso. En la última fecha enfrentaron a River Plate; faltando media hora para concluir el partido y cayendo por dos goles, Gambier ingresó a la cancha y anotó un triplete, dándole el triunfo a los suyos y una nueva chance para desempatar ante Temperley por la conservación de la categoría.
Luego de su experiencia en Platense, fue fichado por Gimnasia y Esgrima La Plata. Allí estuvo dos años, disputando 76 encuentros y anotando 19 goles, cuatro de los cuales fueron contra Estudiantes de La Plata.

### Paso por México
En la temporada 1989-1990 jugó para los Tiburones Rojos de Veracruz en México, en donde utilizó la casaca número 13 y compartió el plantel con sus compatriotas Jorge Comas y Omar Palma. A pesar de su fama de goleador que lo precedía, no pudo demostrar en el futbol mexicano la calidad que tenía, marcando solamente 5 goles en 24 partidos. Finalizada la temporada, fue repatriado por Rosario Central.

### Regreso a la Primera División de Argentina
Bajo la dirección de Ángel Tulio Zof, actuó una temporada en Rosario Central, en la que jugó 21 partidos y anotó 4 goles.

### Últimos años
Su siguiente destino fue Lanús, que se encontraba en la Primera B Nacional. Tras consagrarse campeones en 1992, retornó a la Primera División, donde jugó los siguientes dos años.
En 1994 fue fichado por Colón, con la misión de conseguir el ascenso a Primera División. Después de cumplir con el objetivo, jugó su última temporada en la máxima categoría del fútbol argentino. Al dejar el club santafesino, había anotado 30 goles en 62 partidos.
Sus últimas experiencias como jugador profesional fueron en el ascenso, actuando para Los Andes, Costa Brava de General Pico y Huracán de su natal Pellegrini, donde se retiró.

## Vida personal
Entre sus hijos se destaca Sofía Gambier, quien fue electa concejal e intendenta en Pellegrini.

### Fallecimiento
En 2013 fue diagnosticado con cáncer de estómago. Pese a que se sometió a una cirugía para extirparse el tumor y realizó un posterior tratamiento de quimioterapia, sus condiciones clínicas se deterioraron, por lo que falleció el 21 de septiembre de 2016 a los 57 años de edad.

## Palmarés
- Con Lanús: Campeonato Nacional B 1991/92 y ascenso a Primera División.
- Con Colón de Santa Fe: Ascenso a Primera División en 1995.

## Clubes
| Club                           | País      | Año       |
| ------------------------------ | --------- | --------- |
| Huracán (Pellegrini)           | Argentina | 1975-1979 |
| Atlético Macachín              | Argentina | 1980-1983 |
| Deportivo Morón                | Argentina | 1983-1984 |
| Independiente                  | Argentina | 1985-1986 |
| Platense                       | Argentina | 1986-1987 |
| Gimnasia y Esgrima de La Plata | Argentina | 1987-1989 |
| Tiburones Rojos de Veracruz    | México    | 1989-1990 |
| Rosario Central                | Argentina | 1990-1991 |
| Lanús                          | Argentina | 1991-1994 |
| Colón                          | Argentina | 1994-1996 |
| Los Andes                      | Argentina | 1996      |
| Costa Brava                    | Argentina | 1997      |
| Huracán (Pellegrini)           | Argentina | 1998      |